# Polydora alborectalis
Polydora alborectalis är en ringmaskart som beskrevs av Radashevsky 1993. Polydora alborectalis ingår i släktet Polydora och familjen Spionidae. Inga underarter finns listade i Catalogue of Life.